# Штоф (единица объёма)

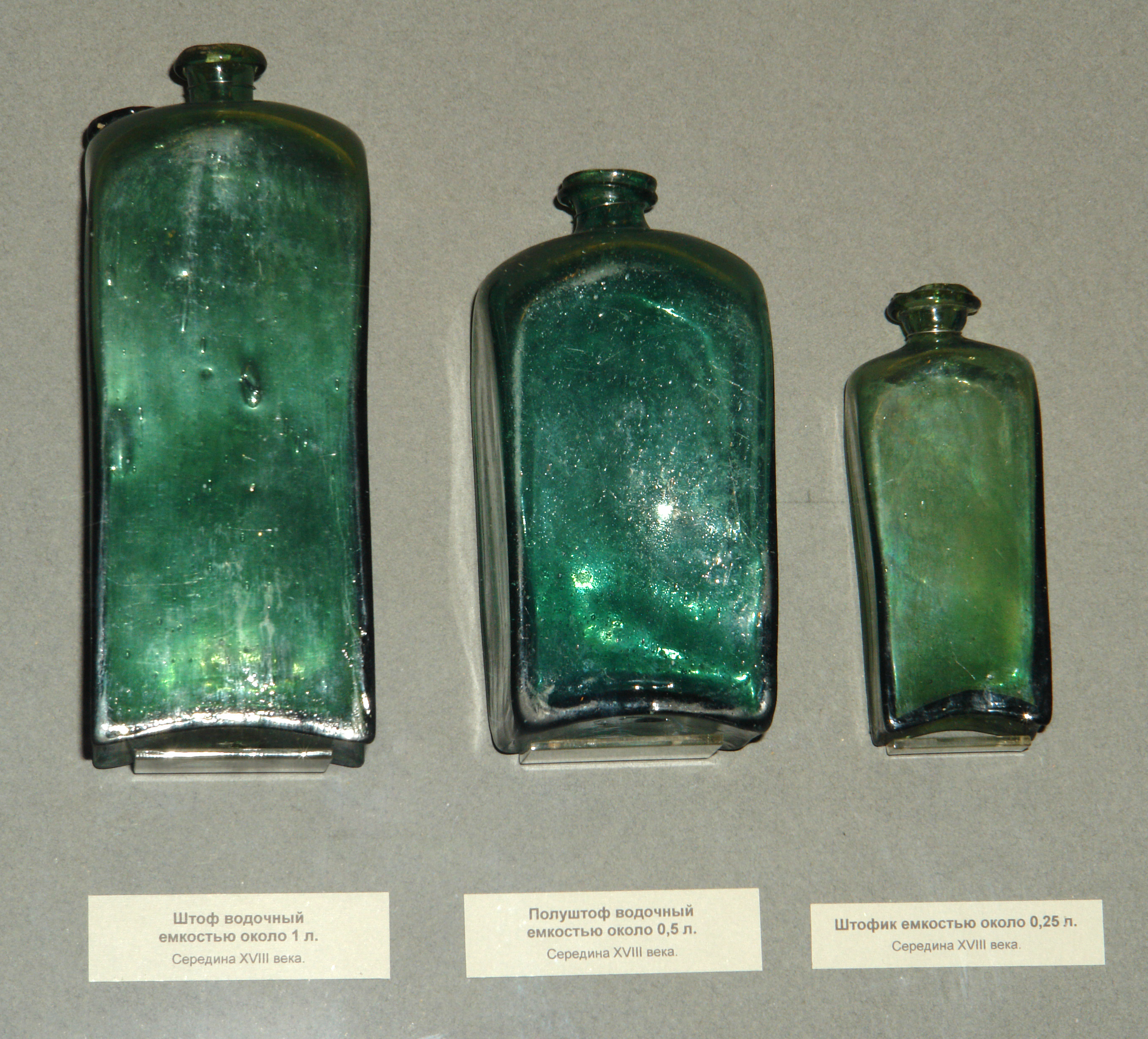
Водочные штоф, полуштоф и штофик, XVIII век
(Музей воды, Санкт-Петербург)

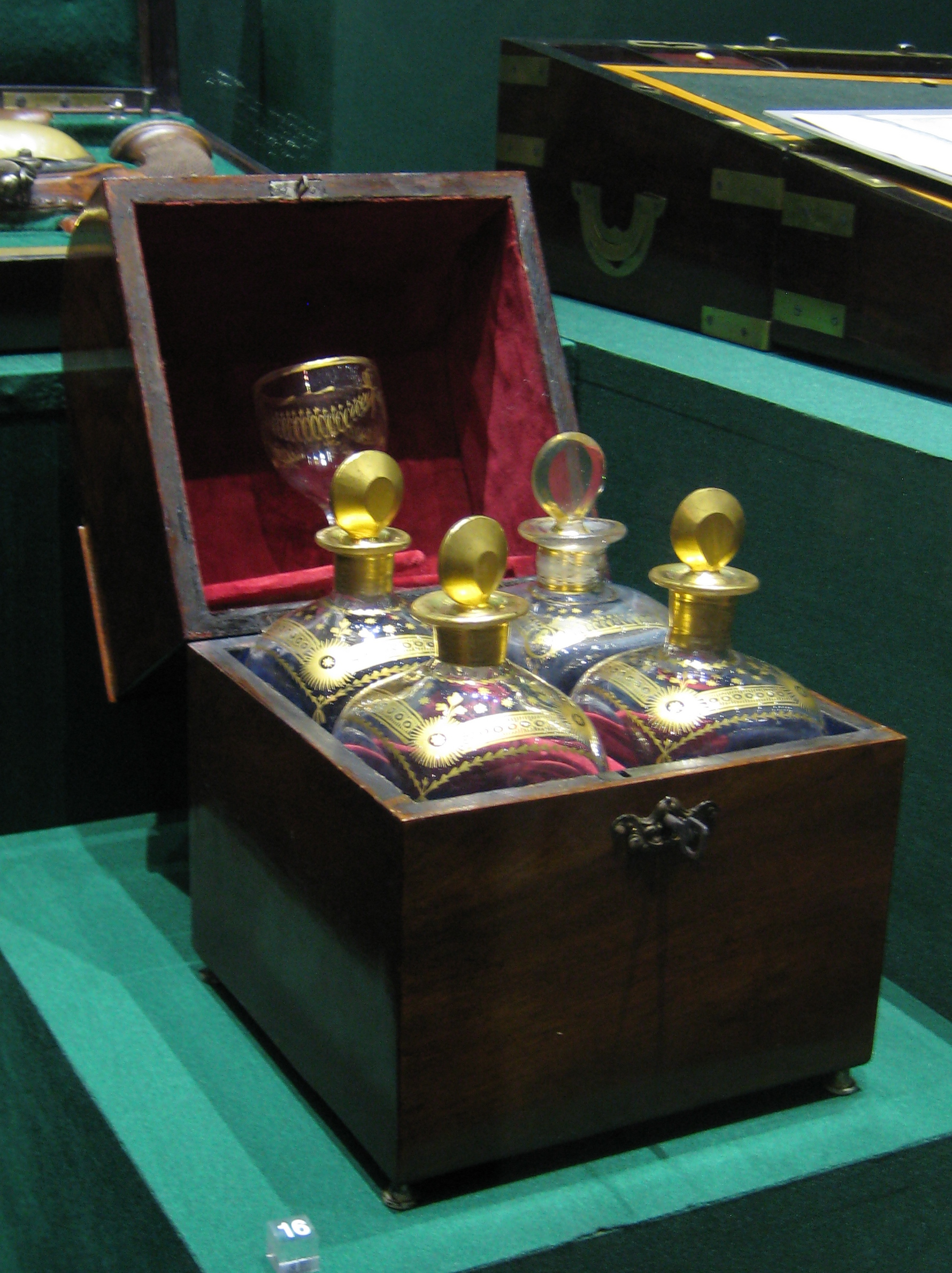
Дорожный набор со штофами, XIX век

Штоф (нем. Stof «большой бокал, чаша») — единица измерения объёма жидкости, применявшаяся на территории Российской империи до введения метрической системы мер. Использовалась, как правило, при измерении количества вино-водочных напитков.
1 штоф = 1/10 ведра = 10 чаркам = 1,2299 литра
(до XIX века: 1 штоф = 2 бутылки = 6 стаканов = 12 чарок = 1,54 литра)
Кроме обычного (десятерикового) штофа существовал также осьмериковый штоф, который был равен 1/8 ведра (двум винным бутылкам), то есть 1,537375 литра.
Хотя десятериковый штоф содержит в себе 10 чарок, а осьмериковый — 12,5, в словаре Даля (по всей видимости, ошибочно) указано, что в десятериковом штофе 12 чарок, а в осьмериковом — 16.

## Штоф как сосуд
Штофом также назывался сосуд для крепких спиртных напитков ёмкостью в один штоф (десятериковый или осьмериковый). Обычно штофы изготавливались из зелёного стекла и имели приземистую четырёхгранную форму с коротким горлышком, которое закрывалось пробкой.
Питейные заведения Российской империи включали категорию «штофных лавок», которые торговали спиртным в запечатанных бутылках-штофах.